# Jan Burgers (natuurkundige)
Johannes Martinus (Jan) Burgers (Arnhem, 13 januari 1895 – Washington D.C., 7 juni 1981) was een Nederlandse natuurkundige, naar wie onder meer de Burgersvergelijking en de Burgersvector van een dislocatie in een kristal vernoemd zijn. Net als zijn broer Willy Burgers was hij werkzaam aan de Technische Universiteit Delft.

## Biografie
Burgers was de zoon van de postbeambte Johannes Burgers sr. en Johanna Hendrika Romijn. Hoewel zelf ongeschoold besteedde zijn vader veel vrije tijd aan de opleiding van Jan en zijn tweeënhalf jaar jongere broer Wilhelm Gerard (Willy), met name op het terrein van de wetenschap. Na het eindexamen aan de HBS in 1912 en het Staatsexamen Grieks en Latijn ging Burgers wis- en natuurkunde studeren aan de Universiteit van Leiden. Hier werd hij vooral door Paul Ehrenfest beïnvloed, ook in links-politieke zin. Zo was hij enige tijd lid van de Communistische Partij Holland.
Begin 1916 was Burgers aangesteld als assistent in het koudelaboratorium van Heike Kamerlingh Onnes, maar uiteindelijk koos hij toch voor de theoretische natuurkunde. Na het afleggen van zijn doctoraalexamen verkreeg hij een positie als conservator bij het Fysisch Laboratorium van de Haarlemse Teylers Stichting, dat onder leiding stond van Hendrik Lorentz. In 1917 publiceerde hij een aantal uitwerkingen van Ehrenfests adiabatisch principe.
Drie maanden voordat Burgers bij Ehrenfest promoveerde, werd hij als hoogleraar benoemd aan de Technische Hogeschool Delft op de faculteit werktuig-, scheepsbouw- en materiaalkunde. Lange tijd was hij in Delft werkzaam in het Laboratorium voor Aero- & Hydrodynamica op het gebied van vloeistofmechanica. Zijn broer, Willy Burgers, was als hoogleraar fysische scheikunde werkzaam in de materiaalkunde (o.a. kristallografie en metallurgie) aan dezelfde hogeschool. Daarnaast ontwierp Burgers ook het ventilatiesysteem van de Rotterdamse Maastunnel.
In 1946 werd Burgers de eerste secretaris van de International Union of Theoretical and Applied Mechanics (IUTAM). Hoewel hij al vanaf 1949 naar de Verenigde Staten wilde migreren, lukte dat vanwege zijn communistische partijverleden pas in 1955. Nadat de Nederlandse Binnenlandse Veiligheidsdienst had verklaard dat hij alleen maar een 'volger' was geweest en geen actief lid mocht hij naar de Verenigde Staten. Samen met zijn tweede echtgenote, Anna Margretha Verhoeven (1897-1983), vestigde hij zich in een voorstad van Washington D.C waar hij op zijn zestigste helemaal opbloeide wegens de hem daar geboden ruimere faciliteiten.
Aan de Universiteit van Maryland werd Burgers aangesteld tot onderzoekshoogleraar aan het Institute for Fluid Dynamics and Applied Mathematics, waar hij onderzoek deed naar magneethydrodynamica en plasmadynamica.